# Jacobus Vaet
Jacobus Vaet ou Jacob (né vers 1529 et mort le 8 janvier 1567), est un compositeur franco-flamand de la Renaissance. Il appartient à cette génération qui succède à Josquin des Prez et précède celle de Palestrina. Pendant sa carrière, il compose essentiellement de la musique polyphonique et est un proche de Clemens non Papa et de Roland de Lassus.

## Biographie
Il naît à Courtrai ou Harelbeke. Il apparaît pour la première fois dans les annales de Courtrai, qui mentionnent son entrée à l'âge de 13 ans dans la manécanterie de l'église Notre-Dame. En 1547, il s'inscrivit à l'Université de Louvain, et dès 1550, on retrouve son nom dans la liste des membres du chœur de la chapelle de Charles Quint, où il chante parmi les ténors. Il devient maître de chapelle de Maximilien II, poste qu'il occupa jusqu'à sa mort. Maximilien est visiblement attaché à son maître de chapelle, dont il déplore le décès dans son journal intime et en l'honneur duquel il commande plusieurs morceaux de musique à des musiciens éminents de l'entourage de Vaet.

## Œuvres et influences
Vaet subit l'influence de divers musiciens : celle de Nicolas Gombert, dont le style polyphonique transparaît dans ses phrases qui s'enchaînent les unes aux autres ; celle de son ami Clemens non Papa et celle de Lassus, qu'il imite volontiers. Vaet a recours aux fausses relations plus souvent que ses contemporains (à l'exception de Gombert), qui donnent du relief et du piquant aux passages de contrepoint. Elles peuvent être simultanées, produisant des dissonances, ce qui suffit à distinguer ses œuvres de celles d'un Palestrina, par exemple. Vaet a parfois l'habitude de conclure un morceau sur une triade mineure (notamment le motet Postquam consummati essent), pratique rare au XVIe siècle où peu d'œuvres se terminent sur un accord mineur. Entre autres idiosyncrasies, il affectionne les progressions basées sur le cycle des quintes, ainsi que les demi-cadences, caractéristiques annonçant les changements qui vont affecter la composition musicale à la fin du siècle.  Son recours au cycle des quintes est peut-être dû à l'influence de Roland de Lassus, mais il s'agit également d'une caractéristique de la polyphonie espagnole de l'époque et, comme membre du chœur de la chapelle de Charles Quint, puis de Maximilien, il devait connaître les compositions de Francisco Guerrero, qui utilise ce même langage musical.
Outre son goût prononcé pour les fausses relations, son style se distingue par un penchant pour la citation et la parodie. Il est le premier à écrire une Missa quodlibetica, messe à cinq voix qui est une série de quodlibets, présentant simultanément des airs connus, empruntés à des sources sacrés et profanes. Dans d'autres compositions, il réemploie des passages de ses collègues ou de ses prédécesseurs, comme Josquin, Jean Mouton, Jachet de Mantoue, Clemens non Papa and Cyprien de Rore. Il s'inspire aussi du soggetto cavato inauguré par Josquin lorsqu'il compose un morceau dédié à l'archiduc d'Autriche Ferdinand de Habsbourg, basé sur la phrase Stat Felix Domus Austriae.
Vaet compose pendant sa carrière neuf messes qui nous sont parvenues, dont une messe de Requiem, assez rare avant la seconde moitié du XVIe siècle. Il signe aussi de nombreux motets sacrés et profanes, et huit versions  différentes du Magnificat et de l'antienne mariale Salve Regina ; ces antiennes sont toutes des œuvres tardives, imprimées dans les années 1560.  Vaet compose également des airs français et une version allemande du Notre Père, Vater unser im Himmelreich.

## Discographie
- 5 motets (sur le disque Music for the Court of Maximilian II, avec des œuvres de Lassus, Jacobus Gallus), Cinquecento. Hyperion CDA67579 (2007)
- Missa Ego flos campi. 7 motets. Cinquecento. Hyperion CDA67733 (2009)
- Jacobus Vaet, vol. 1 - Continuo lacrimas : Requiem & Motets, Dufay Ensemble, dir. Eckehard Kiem. label: Ars Musici  ARS232354 (2002)
- Jacobus Vaet, vol. 2 - Te Deum Laudamus, Missa quodlibetica. Motets. Magnificat, Dufay Ensemble, dir. Eckehard Kiem. label: Ars Musici  ARS232392 (2010)
- Jacobus Vaet, vol. 3 - Salve Regina; Geistliche Motetten; Huldigungsmotetten , Dufay Ensemble, dir. Eckehard Kiem. label: Ars Musici  ARS232403 (2006)
- Jacobus Vaet, vol. 4 - Magnificat, Dufay Ensemble, dir. Eckehard Kiem. label: Ars Musici  ARS232415 (2010)